# Paul Véronge de la Nux

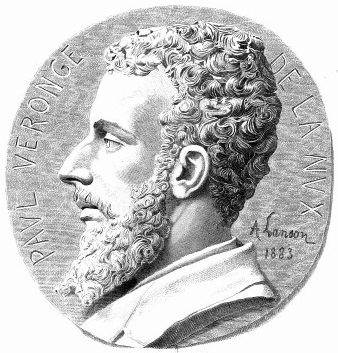
Paul Véronge de la Nux.

Paul Véronge de la Nux (1853 - 1911) fue un compositor de música clásica francés, ganador del Premio de Roma y célebre por sus óperas, aunque actualmente sólo se interpreten de vez en cuando sus obras de música de cámara.
Su ópera más importante es Zaïre (1890), con libreto de Édouard Blau y Louis Besson, y sobre el cuento homónimo de Voltaire. 
Fue nombrado Caballero de la Legión de Honor en 1892.

## Obras (Selección)
- Pieza de concierto para trombón y piano.
- Ouverture symphonique.
- Zaïre.